# Norra Storfjället

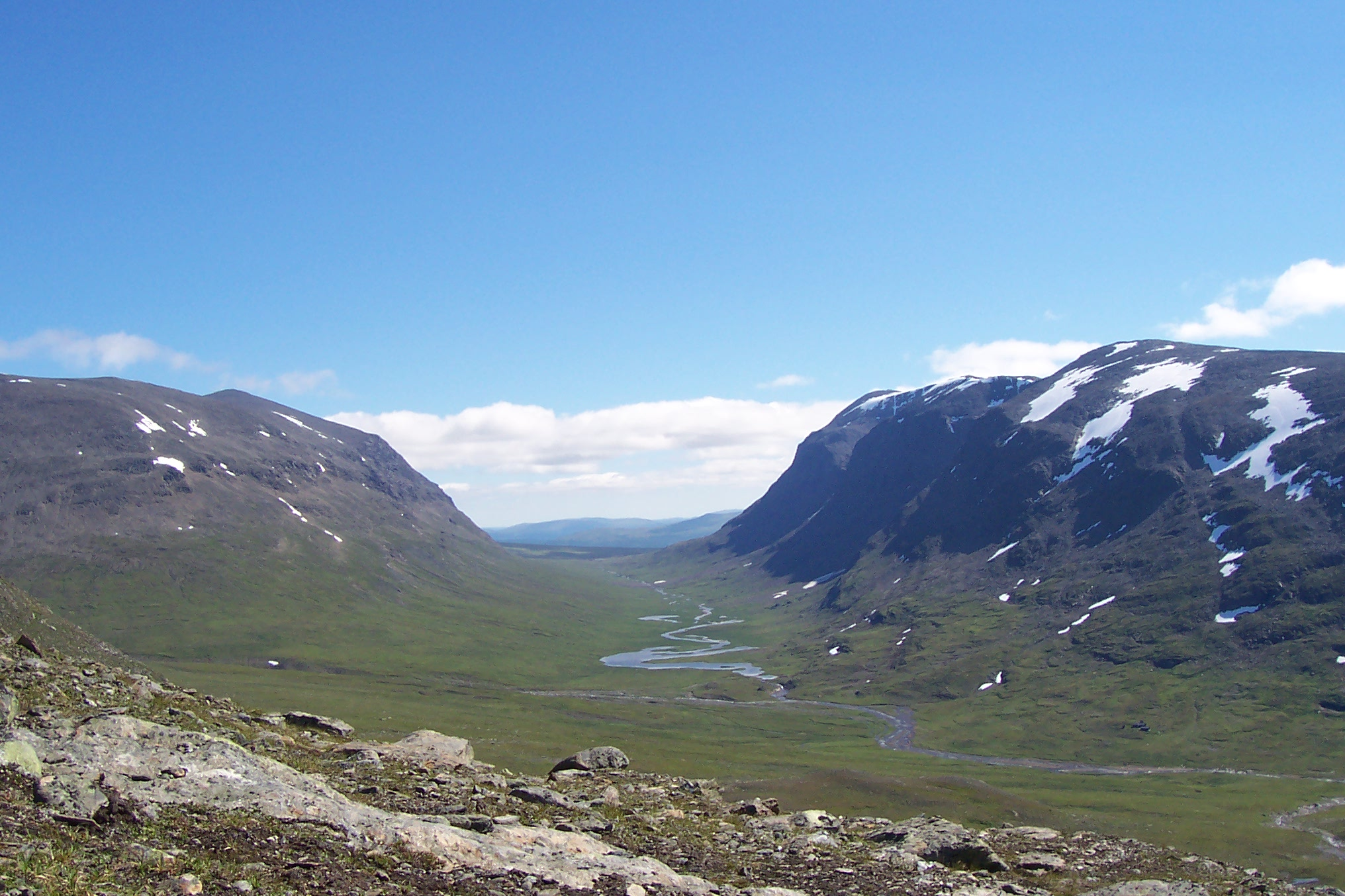
Syterskalet

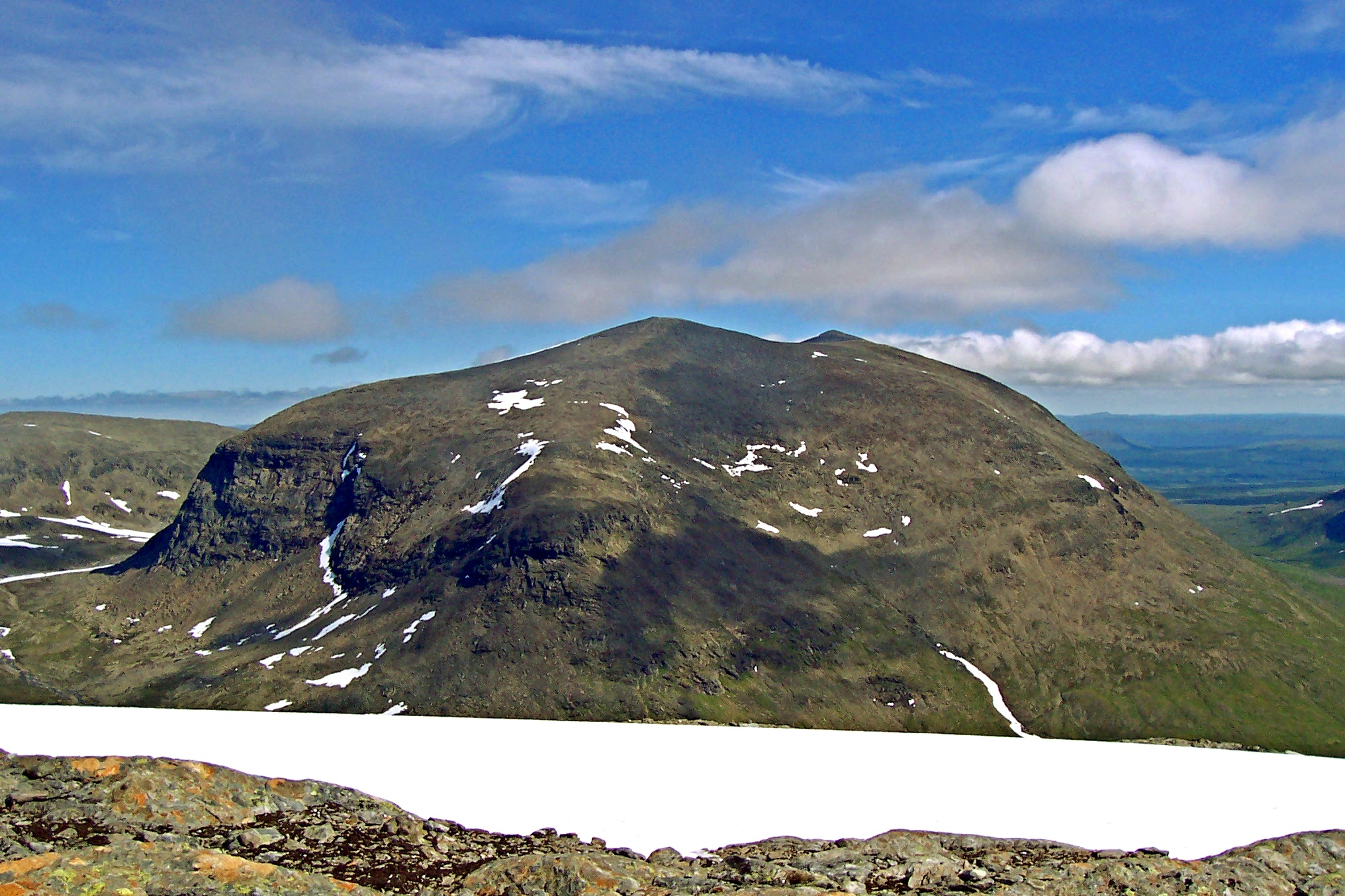
Norra Sytertoppen

Der Norra Storfjället ist ein Fjäll-Gebiet in der schwedischen Gemeinde Storuman.
Höchster Gipfel ist der Norra Sytertoppen, der mit einer Höhe von 1768 Metern zugleich die höchste Erhebung von Västerbottens län ist. Von den Wanderhütten Syter und Viterskalet führt ein markierter Wanderweg auf den Norra Sytertoppen. In Gipfelnähe befindet sich ein Windschutz.
Das Gestein des Fjäll besteht aus Glimmerschiefer, Phyllit und Gabbro. Der Kungsleden verläuft durch das Syterskalet, ein Tal des Massivs.

## Die höchsten Gipfel im Norra Storfjället
|     | Gipfel                                | Höhe            | Sh     | Lage                |
| --- | ------------------------------------- | --------------- | ------ | ------------------- |
| 1.  | Norra Sytertoppen                     | 1768 m ö.h.     | 1098 m | Hauptgruppe         |
| 2.  | Måskoestjåhke                         | 1699 m ö.h.     | 114 m  | Hauptgruppe         |
| 3.  | Södra Sytertoppen                     | 1685 m ö.h.     | 815 m  | Südgruppe           |
| 4.  | Mohtseretjåhke                        | 1644 m ö.h.     | 159 m  | Südgruppe           |
| 5.  | Södra Sytertoppen, Westgipfel         | 1610 m ö.h.     | 75 m   | Südgruppe           |
| 6.  | Skraahpetjåhke                        | 1593 m ö.h.     | 238 m  | Hauptgruppe         |
| 6.  | Morhtetjåhke                          | 1593 m ö.h.     | 168 m  | Hauptgruppe         |
| 8.  | Skraahpeåelkie, Nordostgipfel         | 1575 m ö.h.     | 170 m  | Hauptgruppe         |
|     | Skraahpeåelkie, Mittelgipfel          | 1542 m ö.h.     | 45 m   | Hauptgruppe         |
|     | Skraahpeåelkie, Südwestgipfel         | ca. 1529 m ö.h. | 55 m   | Hauptgruppe         |
| 9.  | Dålkoetjåhke                          | 1522 m ö.h.     | 67 m   | Hauptgruppe         |
| 10. | ? (nordnordwestlich des Morhtetjåhke) | 1504 m ö.h.     | 128 m  | Hauptgruppe         |
| 11. | Govretjåhke                           | 1485 m ö.h.     | 130 m  | Südgruppe           |
| 12. | Tjuhkale                              | 1430 m ö.h.     | 675 m  | nördliche Ausläufer |
| 13. | Murtsertoppen                         | 1413 m ö.h.     | 208 m  | Südgruppe           |
| 14. | Vaellientjåhke                        | 1404 m ö.h.     | 219 m  | Südgruppe           |
| 15. | Gábbie                                | 1387 m ö.h.     | 308 m  | nördliche Ausläufer |

Anmerkung: «Schartenhöhe» wird mit Sh abgekürzt.